# Jack B. Sowards
Terry Hayes est un scénariste américain, né le 18 mars 1929 à Texarkana, Arkansas et décédé le 8 juillet 2007 à Los Angeles, de la maladie de Lou-Gehrig. Il a quasi exclusivement travaillé pour la télévision, mais est principalement connu pour son seul scénario de film de cinéma, Star Trek 2 : La Colère de Khan.

## Filmographie

### Cinéma
Scénariste
- 1982 : Star Trek 2 : La Colère de Khan

Acteur
- 1958 : Hell Squad (en)

### Télévision
Scénariste
- 1967 : Daniel Boone (1 épisode)
- 1969-1971 : Le Grand Chaparral (5 épisodes)
- 1968-1972 : Bonanza (11 épisodes)
- 1973-1977 : Les Rues de San Francisco (4 épisodes)
- 1974-1979 : Barnaby Jones (2 épisodes)
- 1983 : Hooker (1 épisode)
- 1984 : Mike Hammer (1 épisode)
- 1988 : Star Trek : La Nouvelle Génération (1 épisode)

Producteur
- 1984-1985 : Mike Hammer (7 épisodes)

Consultant
- 1975-1979 : Les Rues de San Francisco (10 épisodes)
- 1982 : Falcon Crest (10 épisodes)

## Distinctions
Nominations
- Saturn Award :
  - Saturn Award du meilleur scénario 1983 (Star Trek 2 : La Colère de Khan)
- Prix Hugo :
  - Meilleur film 1983 (Star Trek 2 : La Colère de Khan)